# Kolbuszowa Górna
Kolbuszowa Górna – wieś w Polsce położona w województwie podkarpackim, w powiecie kolbuszowskim, w gminie Kolbuszowa.
Do 1954 roku istniała gmina Kolbuszowa Górna. W latach 1954–1972 wieś należała i była siedzibą władz gromady Kolbuszowa Górna. W latach 1975–1998 miejscowość administracyjnie należała do województwa rzeszowskiego.
Miejscowość jest siedzibą parafii Matki Bożej Wspomożenia Wiernych, należącej do dekanatu Kolbuszowa Wschód, diecezji rzeszowskiej.
Przez wieś przebiega droga krajowa nr 9.
| SIMC    | Nazwa  | Rodzaj    |
| ------- | ------ | --------- |
| 0652300 | Wójków | część wsi |

Nieoficjalne nazwy części wsi (przysiółki): Chałupki, Dół, Góra, Kalemberek (Kalemberg), Słomianka
Nazwy obiektów fizjograficznych:
- pole – Bukowiec, Ścieżki
- łąka – Doły, Działy, Skotnia
- rzeka – Łęg, Nil
- zagajnik – Bory, Potoki

## Sąsiednie miejscowości
- Brzezówka
- Bukowiec
- Kolbuszowa
- Kupno
- Kłapówka
- Werynia